# Glen Allen (Alabama)
Glen Allen és una població dels Estats Units a l'estat d'Alabama. Segons el cens del 2000 tenia 842 habitants.

## Demografia
Segons el cens del 2000, Glen Allen tenia 442 habitants, 177 habitatges, i 127 famílies. La densitat de població era de 31,7 habitants/km².
Dels 177 habitatges en un 32,2% hi vivien nens de menys de 18 anys, en un 62,1% hi vivien parelles casades, en un 5,6% dones solteres, i en un 27,7% no eren unitats familiars. En el 27,1% dels habitatges hi vivien persones soles el 14,1% de les quals corresponia a persones de 65 anys o més que vivien soles. El nombre mitjà de persones vivint en cada habitatge era de 2,5 i el nombre mitjà de persones que vivien en cada família era de 2,99.
Per edats la població es repartia de la següent manera: un 24,2% tenia menys de 18 anys, un 10% entre 18 i 24, un 27,1% entre 25 i 44, un 27,8% de 45 a 60 i un 10,9% 65 anys o més.
L'edat mediana era de 37 anys. Per cada 100 dones hi havia 91,3 homes. Per cada 100 dones de 18 o més anys hi havia 89,3 homes.
La renda mediana per habitatge era de 26.827 $ i la renda mediana per família de 36.875 $. Els homes tenien una renda mediana de 24.531 $ mentre que les dones 19.063 $. La renda per capita de la població era de 17.877 $. Aproximadament el 12,6% de les famílies i el 19,3% de la població estaven per davall del llindar de pobresa.

## Poblacions més properes
El següent diagrama mostra les poblacions més properes.